# André-François Ocher de Beaupré
André-François Ocher de Beaupré, né aux Sables-d'Olonne le 22 novembre 1776 et mort à Blois le 8 février 1850, est un militaire français.

## Biographie
Né aux Sables-d'Olonne, il fit partie à 16 ans (1793) d’un bataillon de première réquisition du département de la Vendée, en qualité de sous-lieutenant. Il quitta le service à l’incorporation de ces corps, et y rentra en 1799 comme sous-lieutenant de la Légion de la Loire ; fut aide-de-camp du général d’Houdetot et chef de bataillon au 82e d'infanterie ; servit à la Martinique, où il se distingua contre les Anglais en 1815, sous les ordres du général Lauriston, et mérita le grade de chef de bataillon au 82e régiment. Prisonnier de guerre avec toute la garnison de l’île à la capitulation du 24 février 1809, il fut conduit sur les pontons d’Angleterre, et pendant cinq ans y souffrit les plus affreuses privations.
Rendu à sa patrie à la paix de 1814, le commandant Ocher de Beaupré, replacé au 43e de ligne, reçut la croix de la Légion d’honneur et servit comme adjoint à l’état-major du 2e corps d’armée en 1815.
À la bataille de Waterloo, M. Ocher de Beaupré était aide de camp du prince Jérôme Bonaparte, ex-roi de Westphalie. En 1827, il avait été lieutenant-colonel aux 4e et 49e de ligne, il fut nommé colonel du 51e qu’il laissa à la Guadeloupe, puis du 30e, à la tète duquel il fit, en 1830, partie de l’expédition d'Alger (1830) ; sous ses ordres, ce régiment prit part au combat de Sidi-Kalef et aux opérations qui précédèrent la prise d'Alger, ainsi qu’aux combats de Blida et de Médéa, qui valurent à son chef la croix de commandeur le 27 décembre 1830.
En 1831, il fut promu au grade de maréchal de camp (2 avril). De retour en France, il commanda en cette qualité les départements de Tarn-et-Garonne et celui de Loir-et-Cher.
Placé dans la section de réserve en 1839 et admis à la retraite en avril 1848, il s’était retiré dans sa famille, à Blois, où il est mort le 8 février 1850. Le général Ocher de Beaupré était frère de l’officier général d’artillerie de ce nom et beau-frère de l’amiral Duperré.
Il est inhumé au Cimetière de Blois-Ville à Blois.

## Source
- « André-François Ocher de Beaupré », dans Charles Mullié, Biographie des célébrités militaires des armées de terre et de mer de 1789 à 1850, 1852 [détail de l’édition]

1. ↑  « https://francearchives.fr/fr/file/ad46ac22be9df6a4d1dae40326de46d8a5cbd19d/FRSHD_PUB_00000355.pdf »